# Vía birmana al socialismo

Bandera de la República Socialista de la Unión de Birmania.

Escudo de la República Socialista de la Unión de Birmania.

Vía birmana al socialismo (en birmano: မြန်မာ့နည်းမြန်မာ့ဟန် ဆိုရှယ်လစ်စနစ်, tr. myanmarnaeemyanmarhaan soshallait hcanait) fue el nombre que se dio a la ideología del líder birmano Ne Win, quien gobernó el país desde 1962 hasta 1988. Dentro de un estado policial que reprimía a las minorías étnicas, económicamente significó la nacionalización de las industrias en un país que era muy poco industrializado, y un fuerte aislacionismo frente al exterior, con expulsión de los extranjeros, y evitación del turismo. Este socialismo no puede considerarse una forma de marxismo-leninismo, pues incluía un fomento de la religión, algo totalmente contrario al marxismo ortodoxo, con el objetivo de conseguir un mayor consenso social, que en la práctica consistió en una forma estatal de budismo, aunque inicialmente no pretendía favorecer ninguna religión en concreto. Pero personalmente, el general Ne Win tenía creencias numerológicas.
El aislamiento y el incremento de la pobreza resultante, fue descrito como muy desastroso. La estabilidad interior evitó a Birmania los efectos de la naciente Guerra Fría, que sí se dejaron sentir en otras naciones del área, gracias también a su no alineamiento ni con la URSS ni con los Estados Unidos. En la última etapa de su gobierno, Ne Win intentó mantener una unidad monetaria basada en un sistema divisible por 9, un número que, según sus creencias, traería suerte al país. El fracaso general de su política llevó a una revuelta popular que desembocó en un golpe de Estado que sustituyó la vía birmana al socialismo por una dictadura militar, cambiando el nombre oficial del país por Myanmar.